# Nikita Glushkov (cầu thủ bóng đá, sinh 1994)
Nikita Andreyevich Glushkov (tiếng Nga: Ники́та Андре́евич Глушко́в; sinh ngày 23 tháng 6 năm 1994) là một cầu thủ bóng đá người Nga. Anh chơi ở vị trí tiền vệ chạy cánh trái cho FC Ural Yekaterinburg.

## Sự nghiệp câu lạc bộ
Anh có màn ra mắt tại Giải bóng đá Quốc gia Nga cho FC Sibir Novosibirsk vào ngày 11 tháng 7 năm 2016 trong trận đấu với F.K. Spartak-2 Moskva.
Ngày 28 tháng 12 năm 2016, anh ký hợp đồng với câu lạc bộ tại Giải bóng đá ngoại hạng Nga FC Ural Yekaterinburg.

## Thống kê sự nghiệp

### Câu lạc bộ
Tính đến 13 tháng 5 năm 2018
| Câu lạc bộ           | Mùa giải            | Giải vô địch                | Giải vô địch | Giải vô địch | Cúp     | Cúp       | Châu lục | Châu lục  | Tổng cộng | Tổng cộng |
| Câu lạc bộ           | Mùa giải            | Hạng đấu                    | Số trận      | Bàn thắng    | Số trận | Bàn thắng | Số trận  | Bàn thắng | Số trận   | Bàn thắng |
| -------------------- | ------------------- | --------------------------- | ------------ | ------------ | ------- | --------- | -------- | --------- | --------- | --------- |
| Slavoj Trebišov      | 2014–15             | 2. Liga                     | 18           | 0            | 0       | 0         | –        | –         | 18        | 0         |
| Sibir Novosibirsk    | 2016–17             | FNL                         | 23           | 1            | 2       | 0         | –        | –         | 25        | 1         |
| Ural Yekaterinburg   | 2016–17             | Giải bóng đá ngoại hạng Nga | 2            | 0            | 1       | 0         | –        | –         | 3         | 0         |
| Ural Yekaterinburg   | 2017–18             | Giải bóng đá ngoại hạng Nga | 8            | 0            | 1       | 0         | –        | –         | 9         | 0         |
| Ural Yekaterinburg   | Tổng cộng           | Tổng cộng                   | 10           | 0            | 2       | 0         | 0        | 0         | 12        | 0         |
| Ural-2 Yekaterinburg | 2017–18             | PFL                         | 4            | 0            | –       | –         | –        | –         | 4         | 0         |
| Tổng cộng sự nghiệp  | Tổng cộng sự nghiệp | Tổng cộng sự nghiệp         | 55           | 1            | 4       | 0         | 0        | 0         | 59        | 1         |